# Verdrag van Zürich
Het Verdrag van Zürich was een verdrag dat werd onderhandeld en ondertekend op 10 en 11 november 1859 in de Zwitserse stad Zürich en dat bij wijze van de gebiedsafstand van Lombardije een definitief einde bracht aan de Tweede Italiaanse Onafhankelijkheidsoorlog, waarbij een coalitie van het Tweede Franse Keizerrijk en Piëmont-Sardinië het keizerrijk Oostenrijk had verslagen.

## Afspraken
De Oostenrijkers stonden Lombardije af: dit gebied kwam toe aan Sardinië. Tezelfdertijd wist Oostenrijk Venetië te behouden, alsook de forten van Mantua en Peschiera del Garda. Tevens werd bepaald dat de Noord-Italiaanse staten zich in een confederatie dienden te verenigen onder leiding van de paus.
Tijdens de verdragsonderhandelingen werd Frankrijk vertegenwoordigd door markies Gaston-Robert de Banneville en door graaf François-Adolphe de Bourqueney, die op dat moment de Franse ambassadeur in Wenen was. Oostenrijk werd vertegenwoordigd door baron Meysenbug en graaf Karoly. Luigi des Ambrois de Névache vertegenwoordigde Piëmont-Sardinië.

## Gevolgen
Het verdrag kende slechts een gedeeltelijke uitwerking: de confederatie onder leiding van de paus werd niet opgericht, zij het dat in de jaren na het verdrag de Risorgimento, de eenmaking van Italië, alsnog werkelijkheid zou worden. Gevolg hiervan is dat de gebiedsafstand van Lombardije de enige verwezenlijking van het Verdrag van Zürich.
Door de drinkgeldpolitiek van de Franse keizer Napoleon III verkreeg ook Frankrijk na de oorlog gebiedsuitbreidingen. Met name gingen het graafschap Nice en het hertogdom Savoye over in Franse handen. Hiertoe werd reeds besloten voor de oorlog, tijdens de Ontmoeting van Plombières op 21 juli 1858, een geheime ontmoeting tussen keizer Napoleon III en Camillo Benso di Cavour, de eerste minister van Piëmont-Sardinië. Op 24 maart 1860 werd in het Verdrag van Turijn de Franse annexatie van Nice en Savoye officieel vastgelegd.